# Bufo cophotis
Bufo cophotis és una espècie d'amfibi de la família dels bufònids que es troba al Perú. Viu als rius i als aiguamolls d'aigua dolça.